# Lista de episódios de Patrulha Salvadora
Patrulha Salvadora é uma série de televisão brasileira produzida pelo Sistema Brasileiro de Televisão, cuja estréia ocorreu no dia 11 de janeiro de 2014. Escrita por Íris Abravanel, com direção-geral de Reynaldo Boury. A série é inspirada na telenovela brasileira Carrossel de mesma autoria que, por sua vez, é baseada na obra de Valentín Pimstein, Carrusel, refilmagem de Jacinta Pichimahuida, la Maestra que no se Olvida,  é baseada na obra de Abel Santa Cruz ¡Vivan los niños!.
A série conta com parte do elenco infantil da telenovela, entre eles, Jean Paulo Campos, Larissa Manoela, Thomaz Costa, Guilherme Seta, Nicholas Torres, Fernanda Concon e Stefany Vaz.

## Resumo
| Temporada | Temporada | Episódios | Estreia Original       | Encerramento Original |
| --------- | --------- | --------- | ---------------------- | --------------------- |
|           | 1         | 13        | 11 de janeiro de 2014  | 5 de abril de 2014    |
|           | 2         | 13        | 12 de abril de 2014    | 5 de julho de 2014    |
|           | 3         | 13        | 12 de julho de 2014    | 4 de outubro de 2014  |
|           | 4         | 13        | 11 de outubro de 2014  | 24 de janeiro de 2015 |
|           | Especial  | 2         | 27 de dezembro de 2014 | 3 de janeiro de 2015  |

## Lista de Episódios

### Primeira Temporada
| # | #  | Título                                                               | Exibição                |
| --- | -- | -------------------------------------------------------------------- | ----------------------- |
| 1 | 1  | "A Primeira Missão da Patrulha: O Caso dos Brinquedos Desaparecidos" | 11 de janeiro de 2014   |
| Em uma noite tranquila na cidade de Kauzópolis, uma garota chamada Júlia é sequestrada em sua casa enquanto dorme. No dia seguinte, a delegada Olívia e sua assistente Matilde são avisadas da ocorrência e tentam desvendar o caso. No QG da Patrulha Salvadora, os patrulheiros Daniel, Jaime, Cirilo, Davi, Mário, Maria Joaquina, Alicia, Carmen e Rabito são avisados por Jorge que seu brinquedo favorito foi roubado. Os patrulheiros recebem vários e-mails de casos similares ao do garoto. Os super heróis decidem entrar em ação para investigar as ocorrências e trazer a ordem de volta a Kauzópolis. Eles descobrem que o dono de uma fabrica de brinquedos está fantasiado de monstro e é quem rouba os brinquedos e que esse caso não possui ligação com o desaparecimento de Júlia, conforme pensaram inicialmente. Paralelamente aos patrulheiros, os três funcionários do Extratogésimo Sexto Distrito Policial trabalham para tentar esclarecer os crimes, mas acabam se atrapalhando nas investigações. |    |                                                                      |                         |
| 2 | 2  | "O Caso do Sequestro de Animais de Estimação"                        | 18 de janeiro de 2014   |
| Alguns dos animais da cidade de Kauzópolis começam a desaparecer de maneira misteriosa. A Patrulha Salvadora se empenha em procurar pistas e uma solução para este caso, que já resultou até no desaparecimento do "Relâmpago", tartaruga do Davi. Uma nova criminosa, a Madame Bichô está envolvida nos casos dos sequestros dos animais de estimação. Como se não bastasse, o desaparecimento das crianças ainda continua sem solução. |    |                                                                      |                         |
| 3 | 3  | "O Caso do Caminhão de Lixo"                                         | 25 de janeiro de 2014   |
| Kauzópolis enfrenta uma inesperada e assustadora onda de sujeira articulada pelo grande vilão dos lixos, Imundo Porcola. A Patrulha Salvadora precisa se organizar para juntos combater o maléfico plano de Imundo, que é sujar todas as praças e ruas da cidade, para depois lucrar com a limpeza delas. E mais, o mistério envolvendo o desaparecimento das crianças de Kauzópolis continua sem solução, o que deixa a delegada Olívia mais irritada do que nunca com Matilde e Jurandir. |    |                                                                      |                         |
| 4 | 4  | "O Caso dos Hambúrgueres Loco Burguer"                               | 1 de fevereiro de 2014  |
| Uma quadrilha de palhaços desenvolve um molho especial que vicia as crianças nas refeições servidas na Lanchonete Loco Burger. A Patrulha Salvadora também vira vítima do molho especial, que faz com que o desempenho dos patrulheiros despenque e o índice de gordura dispare. Alícia diz que não consegue parar de comer os lanches do Loco Burger, o que faz Daniel e Maria Joaquina desconfiarem que tenha algo de errado com os alimentos da lanchonete. Mário investiga o hambúrguer no laboratório do QG, mas não consegue nenhuma prova. Os patrulheiros decidem pedir para que a delegada Olívia investigue o conteúdo do hambúrguer enquanto se organizam para ajudar as crianças a se livrarem do vício de Loco Burguer. E mais, o mistério envolvendo o desaparecimento das crianças de Kauzópolis continua sem solução e Jorge tentará convencer os super-heróis de que pode ser um membro honorário da Patrulha Salvadora.                                                                                    |    |                                                                      |                         |
| 5 | 5  | "O Caso do Robô Jupiterama"                                          | 8 de fevereiro de 2014  |
| A Patrulha Salvadora terá que lidar com a inveja da delegada Olívia, que fica irritada com o fato de os patrulheiros sempre desvendarem os crimes de Kauzópolis antes dela. Motivada pela inveja, a delegada do ‘Extratogésimo Sexto Distrito Policial’ decide se apoderar do Jupiterama, que é um novo robô vigilante construído pela Patrulha. Olívia acredita que poderá utilizá-lo em seus afazeres na delegacia. |    |                                                                      |                         |
| 6 | 6  | "O Caso do Pó da Inveja"                                             | 15 de fevereiro de 2014 |
| Neste episódio, a cidade de Kauzópolis é sorrateiramente contaminada pelo pó da inveja. A contaminação é quase devastadora e faz com que todos comecem a sentir inveja uns pelos outros. A Patrulha Salvadora também precisa controlar esse instinto para se manter unida e conseguir combater o grande responsável por esse crime, Ftono, conhecido como o Sr. da Inveja. E mais, o mistério envolvendo o desaparecimento das crianças de Kauzópolis ainda continua sem solução. |    |                                                                      |                         |
| 7 | 7  | "O Caso do Dionísio Diocesano"                                       | 22 de fevereiro de 2014 |
| Os moradores da cidade de Kauzópolis são surpreendidos por uma interrupção na programação das emissoras de TV, que passam a exibir imagens de um menino com cara de mal, roupas escuras e voz modificada de dentro de uma caverna.Trata-se de Dionísio Diocesano, que promete instaurar o caos na cidade e sequestrar novas crianças. A Patrulha Salvadora precisará investigar o terrorista-mirim, que passa a ser o principal suspeito do caso dos desaparecimentos das crianças de Kauzópolis, que até o momento está sem solução. |    |                                                                      |                         |
| 8 | 8  | "O Caso do Sequestro de Daniel - Parte 1"                            | 1 de março de 2014      |
| Neste episódio, a Patrulha Salvadora se sente culpada por ter seguido falsas pistas no último caso. Daniel se empenha em mostrar para os patrulheiros que a amizade deve sempre falar mais alto do que qualquer decepção. Porém, antes de conseguir unir todos, Daniel é sequestrado na rua por dois palhaços que estão abordo de um furgão preto que contém no capô o símbolo deixado pelo responsável dos sequestros das crianças de Kauzópolis. Agora, Daniel precisará utilizar sua superinteligência até a Patrulha Salvadora compreender a necessidade de se unirem para resgatarem Daniel. |    |                                                                      |                         |
| 9 | 9  | "O Caso do Sequestro de Daniel - Parte 2"                            | 8 de março de 2014      |
| A Patrulha Salvadora continua empenhada em salvar Daniel, que foi sequestrado na rua por dois palhaços. Ele conseguiu escapar do cativeiro, num galpão, porém não se aproxima dos patrulheiros para não colocá-los em risco. Os super-heróis terão que lidar com um imprevisto que pode ameaçar o sucesso da missão: um vírus invade o sistema operacional do computador Júpiter, o que pode resultar na explosão do QG dos patrulheiros. Daniel precisará usar sua superinteligência para se juntar aos demais membros da Patrulha Salvadora. |    |                                                                      |                         |
| 10 | 10 | "O Caso dos Clones"                                                  | 15 de março de 2014     |
| O grande vilão da temporada, que está por trás dos misteriosos sequestros das crianças de Kauzópolis, arma mais um de seus planos e desta vez coloca clones da Patrulha Salvadora para tentar manchar a imagem deles diante da sociedade. Os patrulheiros precisam ficar atentos para se livrarem dos clones e conseguir dar andamento às investigações sobre os sequestros. E mais, a identidade do grande vilão será finalmente revelada aos telespectadores. |    |                                                                      |                         |
| 11 | 11 | "O Caso do Falso Herói"                                              | 22 de março de 2014     |
| A Patrulha Salvadora passa a acreditar que Jorge Cavalieri é um herói, pois no episódio anterior o garoto combateu os clones dos patrulheiros, que na verdade foram desenvolvidos por ele mesmo. Porém os verdadeiros heróis nem imaginam que Jorge é o grande vilão da temporada e o responsável pelos sequestros das crianças de Kauzópolis. Em meio a esse equívoco, os patrulheiros, liderados por Daniel, promovem um evento de condecoração do Jorge como novo patrulheiro.O vilão se reúne novamente com "Os Sete Pecados Generais" para falar do sucesso de suas ações para acabar com a Patrulha Salvadora. Os moradores da cidade de Kauzópolis fazem manifestações para pedir a expulsão dos patrulheiros, baseando-se em denúncias que apontam que Cirilo quase atropelou uma senhora de idade e que Daniel colocou pregos debaixo do pneu de uma viatura. No entanto, os atos de vandalismo foram realizados por clones de Cirilo e Daniel, desenvolvidos por Jorge.                                            |    |                                                                      |                         |
| 12 | 12 | "O Caso da Patrulha Redentora"                                       | 29 de março de 2014     |
| O vilão Jorge colocava mais um de seus planos maléficos em ação ao transformar os maiores fãs dos patrulheiros em vilões terríveis com o nome de "Patrulha Redentora". O plano é fazer com que os fãs lutem e vençam os verdadeiros membros da Patrulha Salvadora. Enquanto isso, no "Extratogésimo Sexto Distrito Policial", Olívia, Jurandir e Matilde se divertem com o clone de Cirilo e não percebem o caos instaurado na cidade de Kauzópolis. |    |                                                                      |                         |
| 13 | 13 | "O Caso das Crianças Desaparecidas"                                  | 5 de abril de 2014      |
| No último episódio da primeira temporada da série Patrulha Salvadora, os patrulheiros finalmente entendem que Jorge é o grande vilão e responsável por todos os crimes e sequestros realizados na cidade de Kauzópolis. Como se não bastasse, Jorge está prestes a colocar o seu pior plano em ação. A Patrulha Salvadora precisa entrar em ação para tentar impedir o vilão e também para libertar as crianças sequestradas, porém não contavam com o grande exército de Jorge. Enquanto isso, a delegada Olívia, o carcereiro Jurandir e a investigadora Matilde se armam para tentar prender Jorge. Um grande combate do bem contra o mal está prestes a acontecer. |    |                                                                      |                         |

### Segunda Temporada
| # | #  | Título                                    | Exibição            |
| --- | -- | ----------------------------------------- | ------------------- |
| 14 | 1  | "O Caso do Ataque da Luxúria Lustrosa"    | 12 de abril de 2014 |
| A Patrulha Salvadora está empenhada em encontrar Maria Joaquina, que está desaparecida. Cirilo sente muito a falta da patrulheira. Valéria surge no QG da Patrulha Salvadora após muito tempo para rever Davi. Jorge mantém a meia Chulé num cativeiro sob ameaça de tortura para que Adriano aceite ser usado nos planos malignos do vilão. Os ‘Sete Pecados Generais’ – Ira, Gula, Avareza, Inveja, Preguiça, Luxúria e Orgulho, que já auxiliavam Jorge nas tentativas de destruir a Patrulha Salvadora, agora decidem a agir pessoalmente contra os patrulheiros. Com isso, pela primeira vez, os patrulheiros enfrentarão um dos ‘Sete Pecados Generais’, que será a Luxúria Lustrosa. E mais, a delegada Olívia e seus dois funcionários do Extratogésimo Sexto Distrito Policial, a investigadora Matilde e o carcereiro Jurandir tentam montar uma estratégia para encontrar e prender Jorge.                                                 |    |                                           |                     |
| 15 | 2  | "O Caso do Ataque do Orgulho Pompeu"      | 19 de abril de 2014 |
| A Patrulha Salvadora recebe sinais de que Maria Joaquina está viva, o que acalma o coração puro de Cirilo. Em meio a confusões, Luxúria Lustrosa tentará escapar do Extratogésimo Sexto Distrito Policial de Kauzópolis. Os patrulheiros terão que lidar com outro membro dos “Sete Pecados Generais”, o Orgulho Pompeu. E mais, a Patrulha Salvadora fica surpresa ao descobrir que o cientista-mirim Adriano auxilia o grande vilão Jorge. |    |                                           |                     |
| 16 | 3  | "O Caso da Maria Joaquina"                | 26 de abril de 2014 |
| O cientista mirim Adriano monta um grande plano para tentar libertar Maria Joaquina das mãos de Jorge. Orgulho Pompeu – membro dos “Sete Pecados Generais”, consegue fugir do Extratogésimo Sexto Distrito Policial de Kauzópolis. A Patrulha Salvadora continua a busca pelo galpão de Jorge. |    |                                           |                     |
| 17 | 4  | "O Caso do Ataque do Avareza Careta"      | 3 de maio de 2014   |
| O novo prefeito de Kauzópolis é sequestrado pelo Avareza, membro dos “Sete Pecados Generais”. Avareza se passa pelo prefeito sem que quase nenhum morador da cidade perceba, muito menos a delegada Olívia e sua equipe do Extratogésimo Sexto Distrito Policial. Porém, Cirilo, dono do superpoder do coração puro, encontra o verdadeiro prefeito amordaçado na rua e alerta seus amigos para que a Patrulha Salvadora entre em ação. |    |                                           |                     |
| 18 | 5  | "O Caso da Menina Maravilha"              | 10 de maio de 2014  |
| Os patrulheiros têm uma grande missão, que desta vez não envolve o combate a vilões, mas sim a concretização de um sonho movido à solidariedade. No QG da Patrulha Salvadora, os super-heróis recebem uma mensagem anônima através do computador central Júpiter, que traz informações sobre uma doce menina chamada Bela, que está em meio a um tratamento de câncer. Os patrulheiros descobrem que o grande sonho da pequena é ser uma super-heroína por um dia para se transformar na Menina Maravilha e assim ajudar no combate contra o mal. A Patrulha Salvadora decide tornar o sonho de Bela realidade. Os patrulheiros tentam convencer a delegada Olívia a participar desta ação. Os super-heróis planejam um combate fictício para que Bela possa vencer falsos vilões da praça da cidade. Para a alegria de todos, os moradores de Kauzópolis decidem participar deste momento especial, que se tornará inesquecível para a pequena Bela. |    |                                           |                     |
| 19 | 6  | "O Caso do Ataque do Ira Raivosa"         | 17 de maio de 2014  |
| Neste episódio, a cidade de Kauzópolis ficará completamente bagunçada com a revolta de Ira, dos ‘Sete Pecados Generais’, em mais um dos planos do vilão Jorge. A delegada Olívia, que esperava o ataque de outro ‘Pecado General’, fica surpresa ao descobrir que Ira já estava em ação. A Patrulha Salvadora precisa entrar em ação e descobrir a melhor maneira para conter e derrotar o “General”. |    |                                           |                     |
| 20 | 7  | "O Caso do Caos em Kauzópolis"            | 24 de maio de 2014  |
| O vilão Jorge obriga o cientista-mirim Adriano a causar dias de fortes chuvas em Kauzópolis para manter as crianças em casa, sem poderem brincar e assim instaurar o caos na cidade. Jorge utiliza cata-ventos para causar as constantes tempestades. A Patrulha Salvadora tem que enfrentar a fúria da natureza promovida pelo vilão. No meio dessa aventura, os heróis conhecem Nemo e Noé, pai e filho, que tiveram a casa invadida pelas águas. Os patrulheiros empregam mais um ato de solidariedade e decidem reconstruir a casa de seus novos amigos. |    |                                           |                     |
| 21 | 8  | "O Caso do Ataque da Gula Gulosa"         | 31 de maio de 2014  |
| A Gula, um dos “Sete Pecados Generais” comandado pelo vilão Jorge, ataca de maneira inesperada a cidade de Kauzópolis. Com o apoio dos "Gulositos", os palhaços/soldados da "General", eles saqueiam todos os alimentos da cidade. O plano arquitetado por Jorge é para fazer com que as pessoas fiquem com fome e aceitem comer qualquer coisa sem limite. O caos está instaurado e a “Patrulha Salvadora” precisa entrar em ação rapidamente para tentar solucionar o ataque e devolver a paz ao povo de Kauzópolis. |    |                                           |                     |
| 22 | 9  | "O Caso do Ataque da Inveja Largada"      | 7 de junho de 2014  |
| A Inveja, um dos ‘Sete Pecados Generais’ comandados pelo vilão Jorge, está determinada a espalhar seu veneno através da Geleca Verde por toda cidade de Kauzópolis e a ficar reclamando na orelha dos outros, Valéria sentirá um imenso ciúme de Davi em relação aos amigos dele e a Patrulha Salvadora. A menina irá passar por sessões com um terapeuta e tomará uma decisão radical. |    |                                           |                     |
| 23 | 10 | "O Caso da Maleta"                        | 14 de junho de 2014 |
| O vilão Jorge coloca em prática mais um de seus planos para prejudicar a Patrulha Salvadora. Desta vez, ele envia uma maleta misteriosa cheia de dinheiro para o QG e em seguida liga para o Extratogésimo Sexto Distrito Policial, fingindo ser um senhor, para dizer para a delegada Olívia que sua maleta foi roubada. A intenção do vilão é fazer com que os heróis abram a maleta, peguem o dinheiro e em seguida sejam flagrados e responsabilizados pelo roubo. Jorge quer manchar a reputação dos patrulheiros perante os moradores da cidade de Kauzópolis. |    |                                           |                     |
| 24 | 11 | "O Caso do Ataque da Preguiça Medrosa "   | 21 de junho de 2014 |
| O vilão Jorge envia o último membro dos "Sete Pecados Generais" para combater a Patrulha Salvadora. Trata-se da Preguiça. Adriano, que está preso com o Chulé - sua meia falante - é obrigado a colaborar com o plano de Jorge e lhe entregar um pó sonífero. Com isso, o pecado general instaura o caos em Kauzópolis através de uma névoa de preguiça e Jorge cria secretamente uma Guerra de Travesseiros. |    |                                           |                     |
| 25 | 12 | "O Caso do Jorgulho Pompalieri - Parte 1" | 28 de junho de 2014 |
| O vilão Jorge tenta recapturar Adriano, que fugiu do galpão. Jorge também consegue capturar a delegada Olívia, a investigadora Matilde e o carcereiro Jurandir do Extratogésimo Sexto Distrito Policial. O vilão se sente mais livre para tentar atacar a Patrulha Salvadora, que agora é a única esperança de salvação da cidade de Kauzópolis. Como se não bastasse, Jorge se junta com o Orgulho e se torna o destruidor ‘Jorgulho’. |    |                                           |                     |
| 26 | 13 | "O Caso do Jorgulho Pompalieri - Parte 2" | 5 de julho de 2014  |
| No último episódio da segunda temporada da série Patrulha Salvadora, o vilão Jorge, que se uniu com o Orgulho para se tornar o destruidor ‘Jorgulho’, enfrentará os patrulheiros num grande e intenso combate. O cientista-mirim Adriano e sua meia falante, Chulé, tentarão ficar livres para sempre das maldades do vilão. Como se não bastasse, a delegada Olívia, o carcereiro Jurandir e a investigadora Matilde terão um desfecho inesperado no Extratogésimo Sexto Distrito Policial da cidade de Kauzópolis. |    |                                           |                     |

### Terceira Temporada
| 1 | "O Caso do Roubo na Joalheria"                | 12 de julho de 2014    | ASA |
| A Patrulha Salvadora, que estaria de férias, será surpreendida com uma casa em chamas e não hesitarão em se reunir para salvar uma família do grave acidente. O ‘Encantador de Cães’ Mário e o ‘Supercão’ Rabito salvam um cachorro que está dentro do imóvel. Os patrulheiros voltam a ativa após o acidente criminoso. Salazar, dono da fábrica de mágica de Kauzópolis, foi o mentor dos crimes na cidade. Além de misterioso, o mágico faz truques que parecem reais. E, como se não bastasse, ninjas mágicos de Salazar roubam jóias das vitrines de lojas de Kauzópolis. O dono do superpoder do ‘Coração Puro’, Cirilo, conhecerá Luiza numa banca de jornal de uma praça e ficará apaixonado por ela. Luiza é filha do grande vilão da temporada, Salazar. E mais, após serem demitidos do Extratogésimo Sexto Distrito Policial, Olívia, Matilde e Jurandir se tornam jornalistas do Diário de Kauzópolis. |                                               |                        |     |
| 2 | "O Caso dos Ninjas Mágicos"                   | 19 de julho de 2014    | ASA |
| Mesmo sem saber quem é o mandante dos recentes crimes de Kauzópolis, a Patrulha Salvadora tenta impedir o assalto ao Bankópolis. E é nessa ação que os patrulheiros são surpreendidos e precisam enfrentar pela primeira vez os ninjas mágicos, que na verdade utilizam de truques e trabalham para o grande mágico e vilão da temporada, Salazar. Os ninjas conseguem fugir e Salazar decidi agir, ainda mais ao saber que sua filha, Luiza está amiga da Patrulha Salvadora. Enquanto isso, na redação do jornal Diário de Kauzópolis, a editora Olívia prepara um dossiê para prejudicar os patrulheiros. Os heróis vão tirar satisfação no jornal. |                                               |                        |     |
| 3 | "O Caso da Planta Gigante"                    | 26 de julho de 2014    | ASA |
| Um aviso de invasão no QG da Patrulha Salvadora surpreende todos os patrulheiros, que encontram uma planta misteriosa. A planta foi deixada por um dos ninjas do grande vilão, o mágico Salazar. Os heróis irão analisar imagens e descobrir que os ninjas, responsáveis por assaltos, não são mágicos, mas sim ilusionistas. Luiza convida a Patrulha Salvadora para conhecer seu pai, Salazar, e a ‘Fábrica de Mágica’ dele. Será a primeira vez que os patrulheiros ficaram diante do vilão, mas os heróis não sabem que ele é o responsável pelos crimes misteriosos que atormentam Kauzópolis. Enquanto isso, a editora-chefe do jornal ‘Diário de Kauzópolis’, Olívia, terá um péssimo dia de trabalho. E mais, o fotógrafo Jurandir será treinado para se tornar um paparazzi. |                                               |                        |     |
| 4 | "O Caso do Mestre dos Ninjas Mágicos"         | 2 de agosto de 2014    | ASA |
| O mágico Salazar passa a ser o principal suspeito da Patrulha Salvadora pelos crimes recentes que aconteceram na cidade de Kauzópolis. Maria Joaquina passa a tratar Cirilo de maneira rude, ainda mais após as suspeitas em relação ao pai de Luiza, Salazar, com quem o dono do poder do ‘coração puro’ está cada vez mais envolvido. Enquanto isso, o jornal Diário de Kauzópolis, a editora Olívia e sua equipe estão atrás de fofocas e escândalos negativos que envolvam os patrulheiros. Salazar conversa com um Espelho falante sobre planos maquiavélicos. |                                               |                        |     |
| 5 | "O Caso do Ataque da Bruxa Brutuschka"        | 9 de agosto de 2014    | ASA |
| A Patrulha Salvadora vai enfrentar Brutuschka, uma bruxa vinda de um país distante. O grande vilão da temporada, o mágico Salazar, nem imagina que seu Espelho seja amigo distante da bruxa Brutuschka e que ele possui um secreto plano maquiavélico. Maria Joaquina continua com ciúme da relação próxima de Cirilo e Luiza e decide se afastar do amigo patrulheiro. Cirilo diz para Luiza que o pai dela, Salazar, é o principal suspeito dos crimes de Kauzópolis. Luiza fica ofendida com a suspeita, mas acaba fazendo as pazes com o dono do poder do coração puro. A Patrulha Salvadora continua as investigações a respeito de Salazar. |                                               |                        |     |
| 6 | "O Caso do Ataque do Salazar"                 | 16 de agosto de 2014   | ASA |
| A Patrulha Salvadora enfrenta pela primeira vez o grande vilão da temporada, o mágico Salazar. No meio do combate, a filha do mágico, Luiza, aparece e distrai o vilão. A Patrulha Salvadora consegue prender Salazar. Apavorados, a equipe do jornal Diário de Kauzópolis também acompanha a embate de longe. A editora do jornal, Olívia, entrega o responsável pelos crimes de Kauzópolis para as autoridades. Luiza fica revoltada com a Patrulha Salvadora e decide romper a amizade com Cirilo, que é apaixonado pela pequena. Luiza decide que precisa se vingar. O dono do poder do Coração Puro sofre com a separação e acaba discutindo com Maria Joaquina. |                                               |                        |     |
| 7 | "O Caso da Vingança da Luiza"                 | 23 de agosto de 2014   | ASA |
| Luiza está revoltada com a Patrulha Salvadora, que fez com que seu pai, o mágico e grande vilão da temporada, Salazar, fosse preso. Luiza deixa de lado seu jeito doce para se dedicar a vingança contra os patrulheiros. A pequena aparecerá pela primeira vez como vilã-mirim e enfrentará com os Ninjas de seu pai os heróis de Kauzópolis na “Bankana” onde conheceu Cirilo. Maria Joaquina fará de tudo para proteger Cirilo de ataques de Luiza. A equipe do jornal Diário de Kauzópolis acompanha o embate e também acaba sendo vitimas de Luiza. A pequena vilã-mirim também ganhará um novo melhor amigo, o Espelho Negro de Salazar. |                                               |                        |     |
| 8 | "O Caso do Ataque da Espírito de Porca"       | 30 de agosto de 2014   | ASA |
| Graça faz sua primeira aparição na redação do jornal "Diário de Kauzópolis" e surpreende a editora Olívia, a repórter Matilde e o fotógrafo Jurandir. Ninguém imaginava que Graça havia se tornado uma importante agente secreto. Enquanto isso, a Patrulha Salvadora terá que enfrentar uma nova forma de vilania, parte da vingança da pequena Luiza, que não aceita a prisão de seu pai, o grande vilão e mágico Salazar. Com os maus ensinamentos do Espelho de seu pai, Luiza aprende a tornar seus desenhos realidade. Espírito de Porca é o primeiro desses monstros a ser colocado em ação, contra os patrulheiros. E mais, Cirilo fica arrasado ao ver Maria Joaquina e Daniel de mãos dadas. |                                               |                        |     |
| 9 | "O Caso do Ataque do Flito"                   | 6 de setembro de 2014  | ASA |
| O grande vilão da temporada, o poderoso mágico Salazar, que está preso, faz uma visita mágica para a filha, Luiza, que está tentando vingar o pai com vilanias para prejudicar a Patrulha Salvadora. Após a visita de Salazar, Luiza chega à conclusão que a melhor maneira para vencer os patrulheiros é acabar com o amor que existe entre eles. Para colocar seu plano em ação, a pequena vilã cria uma criatura terrível, Flito, o monstro dos relacionamentos. Enquanto isso, a redação do jornal "Diário de Kauzópolis" é surpreendida com Graça, que agora é uma agente secreto. Ela decide mandar embora a editora-chefe do jornal, Olívia. A repórter Matilde e o fotógrafo Jurandir choram com a má notícia. E mais, para a alegria de Cirilo, Maria Joaquina e Daniel percebem que não tem nada a ver um com o outro.                                                                                    |                                               |                        |     |
| 10 | "O Caso do Desaparecimento do Espelho Mágico" | 13 de setembro de 2014 | ASA |
| O grande vilão da temporada, o mágico Salazar, consegue se livrar da prisão e voltar para casa, onde reencontra sua filha, a pequena Luiza, que fracassou em todas as tentativas de prejudicar a Patrulha Salvadora para vingar a prisão do pai. Ainda nesse episódio, os Ninjas Mágicos são derrotados pelos patrulheiros e fogem. O Espelho mágico que aconselhava Luiza também desaparece sem deixar explicações. Unidos pelo mal e com vontade de vingança, Luiza e Salazar farão de tudo para destruir a Patrulha Salvadora. E mais, Olívia sai da redação do Jornal de Kauzópolis com uma caixa de papelão, na chuva, após ser despedida por uma ex-funcionária, a atual agente secreto Graça. |                                               |                        |     |
| 11 | "O Caso do Ataque do Persona"                 | 20 de setembro de 2014 | ASA |
| A Patrulha Salvadora vai enfrentar Persona, que é uma criatura desenvolvida grande vilão da temporada, o mágico Salazar. Com magia, Salazar consegue trocar a personalidade de cada um dos patrulheiros para deixá-los confusos e mais suscetíveis a serem derrotados por Persona. Com as personalidades trocadas, Jaime vira Daniel, Daniel vira Jaime, Davi vira Cirilo, Cirilo vira Mário, Mário vira Davi, Maria Joaquina vira Carmen, Carmen vira Alicia e Alicia vira Maria Joaquina. Enquanto isso, Espelho aparece em forma humana na redação do jornal Diário de Kauzópolis. E mais, a pequena vilã Luiza discute com o pai, Salazar. |                                               |                        |     |
| 12 | "O Caso do Ataque da Super Libélula"          | 27 de setembro de 2014 | ASA |
| No penúltimo episódio desta temporada, a Patrulha Salvadora vai agir separadamente do cruel Espelho, que agora, aparece em forma humana. Antigo amigo do vilão Salazar, Espelho tenta capturar a filha do mágico, Luiza. O segurança ninja Katomoto tentará proteger Luiza, que está na "Banka". Enquanto isso, Salazar e Luiza transformam em realidade um herói de quadrinhos, a Super Libélula, que tentará derrotar Cirilo e Maria Joaquina. Os patrulheiros se unem para lutarem juntos contra a Libélula. E mais, Espelho hipnotiza os funcionários do jornal Diário de Kauzópolis e diz que eles irão trabalhar para ele. |                                               |                        |     |
| 13 | "O Caso do Ataque do Espelho"                 | 4 de outubro de 2014   | ASA |
| No último episódio desta temporada, os patrulheiros pensam num plano para vencer o maléfico Espelho. Enquanto isso, o vilão tenta sabotar o grande o mágico Salazar. Espelho pega escondido o livro de magia de Salazar e tenta implantar o caos em Kauzópolis ao transformar o dia em noite. Além de colocar a patrulheira Maria Joaquina e a maldosa Luiza, filha de Salazar, para ficarem adormecidas. Um grande e emocionante combate acontece e a Patrulha Salvadora tentará devolver a paz em Kauzópolis. E mais, um misterioso Sacerdote aparece após um raio. Ele leva Salazar até uma sala de mágica onde se depara com um sarcófago. O mágico entra no local a pedido do Sacerdote, que diz: "Descanse, Faraó. Logo chegará a hora de conquistarmos um novo mundo". |                                               |                        |     |

### Quarta Temporada
| 1 | "O Caso do Soldado do Egito"                              | 11 de outubro de 2014  | ASA |
| No primeiro episódio da quarta temporada, a Patrulha Salvadora volta das férias para enfrentar o primeiro vilão desde a reconciliação com Salazar e Luiza na temporada anterior. Porém, uma briga interna entre os patrulheiros começa a tomar força. Daniel faz um chamado especial para Maria Joaquina e entrega uma missão secreta para Cirilo. Os demais heróis se sentem menosprezados pelo líder, mas acabam descontando a raiva em Cirilo. E mais, o Sacerdote guarda o sarcófago onde Salazar está mumificado para encarnar um importante Faraó. A intenção é que o Faraó reúna forças suficientes para sua grande ascensão. Enquanto isso, temendo o pior, Soldado também é evocado do Egito Antigo para ajudar na proteção. Por fim, Olívia, Matilde e Jurandir instalam equipamentos de espionagem no QG para vigiar a Patrulha Salvadora 24 horas por dia para o jornal Diário de Kauzópolis, o que dificulta a ação dos heróis contra as vilanias do Soldado. |                                                           |                        |     |
| 2 | "O Caso do Ataque do Hápi"                                | 18 de outubro de 2014  | ASA |
| O impiedoso Faraó manda seu primeiro grande monstro atacar a cidade de Kauzópolis, trata-se de Hápi, um ser místico do Antigo Egito. O monstro lança sua praga e transforma toda a água da cidade em xarope. A Patrulha Salvadora, que está cada vez com mais discussões, precisará se unir para enfrentar as pragas de Hápi. Enquanto isso, na redação do Diário de Kauzópolis, Olívia, Matilde e Jurandir espiam o QG dos patrulheiros através de câmeras instaladas secretamente. |                                                           |                        |     |
| 3 | "O Caso do Ataque da Heqt"                                | 25 de outubro de 2014  | ASA |
| Faraó se mostra ainda mais soberbo e intolerante, mesmo com seu Sacerdote. O plano do grande vilão não é apenas tomar a cidade, mas dividir os patrulheiros para derrubá-los com mais facilidade. Como consequência, Cirilo não consegue se dar bem com os amigos e quase é expulso da Patrulha Salvadora. Maria Joaquina e Valéria chegam a discutir por isso. Como se não bastassem todos os problemas, Faraó faz com que a segunda praga assole a cidade de Kauzópolis. Trata-se de Heqt, que possui cara de sapo e espalha uma síndrome de verrugas. A Patrulha Salvadora precisa se reunir e combater Heqt. |                                                           |                        |     |
| 4 | "O Caso do Ataque do Thoth"                               | 1 de novembro de 2014  | ASA |
| Cirilo pede a Deus que o ajude a entender o que acontece entre eles e os demais patrulheiros, pois não aguenta mais sofrer e ser culpado por tudo. O grande vilão Faraó usa o lado corruptível da editora Olívia para fazer com que ela publique uma manchete ruim no jornal Diário de Kauzópolis sobre Valéria, o que resulta em mais discussões entre a Patrulha Salvadora. Como se não bastasse, Faraó apresenta Thoth, que é responsável pela terceira praga sobre a cidade, uma coceira maior que sarna. Os patrulheiros precisam superar as discussões recentes para enfrentar a nova praga e seu raio de pulgas. |                                                           |                        |     |
| 5 | "O Caso do Ataque do Ptah"                                | 15 de novembro de 2014 | ASA |
| A Patrulha Salvadora precisa decidir se entrega Cirilo para o grande vilão Faraó ou não. Como se não bastasse, uma nova praga do Egito, Ptah, ataca Kauzópolis com uma rajada de traças. Sacerdote discute com Faraó. Olívia e sua equipe do Diário de Kauzópolis não conseguem entender através das escutas o que os heróis falam no QG e por isso decidem sair pelas ruas à procura de pistas sobre os monstros que andam aterrorizando a cidade. |                                                           |                        |     |
| 6 | "O Caso do Ataque da Nut"                                 | 22 de novembro de 2014 | ASA |
| A Patrulha Salvadora vai enfrentar a nova praga do Egito, Nut, que é a senhora dos animais doentes, enviada pelo grande vilão da temporada, Faraó para instaurar o caos e deixar todos os animais de Kauzópolis doentes. E ainda, a compaixão de Cirilo pelos animais reavive a esperança dos patrulheiros se unirem novamente, o que irrita o imperador do mundo antigo. Os heróis também fazem uma votação sobre a permanência de Cirilo na Patrulha Salvadora. |                                                           |                        |     |
| 7 | "O Caso do Ataque da Neith"                               | 29 de novembro de 2014 | ASA |
| Cirilo decide poupar seus amigos de serem maltratados e se entrega para o grande vilão Faraó. Como se não bastasse a Patrulha Salvadora irá enfrentar uma das pragas mais complicadas até agora, trata-se de Neith, a senhora da virose, que deixa toda a cidade de Kauzópolis doente e sem forças para se defender. Enquanto isso, Valéria, que não estava muito bem de saúde, aproveitou o tempo para dar uma entrevista exclusiva para o Diário de Kauzópolis com a intenção de aumentar sua fama. |                                                           |                        |     |
| 8 | "O Caso do Ataque do Osíris"                              | 6 de dezembro de 2014  | ASA |
| Todos são surpreendidos pela praga Osíris, o senhor da discórdia, que consegue provocar o que há de pior em todos os moradores da cidade de Kauzópolis. A Patrulha Salvadora busca por Cirilo, que está preso na prisão do grande vilão, o Faraó. Devido esse desaparecimento, a editora-chefe do jornal Diário de Kauzópolis, Olívia, manda Matilde e Jurandir atrás de pistas sobre Cirilo, mas os dois acabam presos junto com o garoto. |                                                           |                        |     |
| 9 | "O Caso do Ataque do Sebeque"                             | 13 de dezembro de 2014 | ASA |
| Sem saber onde está Matilde e Jurandir, que foram presos pelo vilão Faraó, a editora-chefe do jornal Diário de Kauzópolis, Olívia busca auxílio da Patrulha Salvadora. E a vilania continua, desta vez Kauzópolis lidará com a praga Sebeque, o senhor do outono, que tentará matar todas as flores e plantas da cidade. E mais, Faraó chantageia Cirilo na prisão para que fique do seu lado. |                                                           |                        |     |
| 10 | "O Caso do Ataque do Rá"                                  | 20 de dezembro de 2014 | ASA |
| A Patrulha Salvadora quase será destruída pela nona praga enviada pelo grande vilão, Faraó. Trata-se da praga Rá, o senhor do Sol. Em meio a um difícil combate, um personagem misterioso aparece e ajuda os patrulheiros. Enquanto isso, Cirilo fica exausto de tanto caminhar sob terras desertas após sair da prisão de Faraó. |                                                           |                        |     |
| 11 | "O Caso do Ataque do Amon"                                | 10 de janeiro de 2015  | ASA |
| Cirilo, que está em terras desertas envia um vídeo para tentar acalmar os amigos, embora esteja passando por apuros. Como se não bastasse, Faraó ordena que seu Sacerdote evoque a décima praga do Egito Antigo, que atende pelo nome de Amon, o senhor da tristeza, para enfrentar os patrulheiros. E mais, um menino misterioso, Zafenate Panéia, que na verdade é o salvador do mundo, será responsável por auxiliar na mudança dessas duas graves situações. |                                                           |                        |     |
| 12 | "O Caso do Exército do Faraó - Parte 1"                   | 17 de janeiro de 2015  | ASA |
| No penúltimo episódio desta temporada, Faraó está sem pragas para amaldiçoar a cidade após utilizar todas as dez, o grande vilão decide então convocar todo seu exército para a marcha da grande destruição final. Olívia, Matilde e Jurandir se colocam a disposição para ajudar os patrulheiros, que estão tensos. Enquanto isso, Zafenate Panéia, que na verdade é considerado o salvador do mundo antigo, treina Cirilo, que está no deserto. Todos os moradores de Kauzópolis estão em pânico, mas a Patrulha Salvadora decide ir ao encontro do exército do mal, embora prescintam que possam sair derrotados. |                                                           |                        |     |
| 13 | "O Caso do Exército do Faraó - Parte 2 - Último Episódio" | 24 de janeiro de 2015  | ASA |
| Último episódio – os heróis estão diante da batalha final contra os soldados do grande vilão, Faraó. Os patrulheiros precisam se ordenar para tentar vencer o difícil combate. Cirilo, dono do poder do coração puro, reencontra os amigos no campo de batalha após longo período, onde esteve recebendo treinamento com Zafenate Panéia, que é considerado o salvador do mundo antigo. Cirilo tenta organizar a Patrulha Salvadora para um embate mais eficiente. Os heróis contam ainda com o auxílio de Valéria, Olívia, Matilde e Jurandir. Durante os primeiros momentos da guerra, Faraó e seu fiel Sacerdote assistem a batalha através de um espelho mágico.A Patrulha Salvadora vai precisar se unir mais que nunca para vencer o exército do faraó que agora determina o destino da cidade de Kauzópolis. Além das emoções finais da temporada, no final do episódio será exibido um vídeo com mensagens dos atores e parte da equipe da série.                  |                                                           |                        |     |

### Especial
| 1 | "Especial de Ano Novo" | 27 de dezembro de 2014 | ASA |
| Os patrulheiros, vestidos de branco, se reúnem no QG para preparar uma ceia de réveillon repleta de emoções para brindar a chegada de 2015. Juntos, os heróis relembram ainda as aventuras mais intensas que vivenciaram na primeira e segunda temporada da série antes da queima de fogos de artifício que anuncia o novo ano. |                        |                        |     |
| 2 | "Especial de Férias"   | 3 de janeiro de 2015   | ASA |
| O líder dos patrulheiros, Daniel, relembra os momentos mais emocionantes e vibrantes da Patrulha Salvadora deste ano. E mais: confira um clipe de cenas inéditas dos últimos acontecimentos da série. |                        |                        |     |